# (3601) Velijov
(3601) Velijov es un asteroide que forma parte del cinturón exterior de asteroides y fue descubierto por Nikolái Stepánovich Chernyj el 22 de septiembre de 1979 desde el Observatorio Astrofísico de Crimea, en Naúchni.

## Designación y nombre
Velijov fue designado inicialmente como 1979 SP9.
Más adelante, en 1992, se nombró en honor del físico soviético Evgueni Velijov.

## Características orbitales
Velijov está situado a una distancia media de 3,246 ua del Sol, pudiendo acercarse hasta 2,768 ua y alejarse hasta 3,725 ua. Su inclinación orbital es 2,282 grados y la excentricidad 0,1474. Emplea 2136 días en completar una órbita alrededor del Sol.

## Características físicas
La magnitud absoluta de Velijov es 12,6.